# Барсена-де-Сісеро
Барсена-де-Сісеро (ісп. Bárcena de Cicero) — муніципалітет в Іспанії, у складі автономної спільноти Кантабрія. Населення — 3784 осіб (2009).
Муніципалітет розташований на відстані близько 330 км на північ від Мадрида, 23 км на схід від Сантандера.
На території муніципалітету розташовані такі населені пункти: Адаль, Амбросеро, Барсена-де-Сісеро, Сісеро, Гама, Монкаліан, Трето, Відулар.

## Демографія
Динаміка населення (INE ):

## Галерея зображень

Розташування муніципалітету